# Degradation Category Rating
Degradation Category Rating (skrótowiec DCR) – pięciostopniowa skala oceny jakości próbek dźwiękowych. Jedna ze skal jakości metody MOS (ang. Mean Category Rating).
Metoda ta jest zmodyfikowaną wersją metody Absolute Category Rating (ACR). Pozwala dokładniej (niż ACR) ocenić próbkę dźwiękową.
Sposób oceniania
Słuchacze porównują zdegradowaną jakościowo próbkę dźwiękową z próbką wysokiej jakości, będącą punktem odniesienia. Próbki dźwiękowe odsłuchuje się w parach jeden raz A–B lub z powtórzeniem A–B–A–B.
Para składa się z próbek dźwiękowych A, B takich, że:
- A – pierwsza próbka dźwiękowa; próbka wzorcowa
- B – druga próbka dźwiękowa; próbka, której stopień degradacji jest oceniany

W pierwszej kolejności prezentowana jest próbka dźwiękowa wysokiej jakości. Po odsłuchaniu materiałów, słuchacz przyznaje jedną spośród pięciu ocen. Wystawia subiektywną ocenę stopnia degradacji jakości próbki dźwiękowej.
| Nazwa                                              | Ocena |
| -------------------------------------------------- | ----- |
| pogorszenie jakości jest bardzo dokuczliwe         | 1     |
| pogorszenie jakości jest dokuczliwe                | 2     |
| pogorszenie jakości jest trochę dokuczliwe         | 3     |
| pogorszenie jakości jest słyszalne, nie dokuczliwe | 4     |
| pogorszenie jakości jest niesłyszalne              | 5     |

Wystawiana próbce ocena końcowa jest średnią arytmetyczną ocen cząstkowych wystawionych przez wszystkich oceniających podczas jednego eksperymentu.
Inne skale jakości próbek dźwiękowych metody MOS
- Absolute Category Rating
- Comparison Category Rating